# 21 de dezembro
21 de dezembro é o 355.º dia do ano no calendário gregoriano (356.º em anos bissextos). Faltam 10 dias para acabar o ano.
Em certos anos é o dia do solstício de dezembro, quando começa o inverno no hemisfério norte e o verão no hemisfério sul. Portanto, nesses anos, é o dia mais longo e a noite mais curta no hemisfério sul e o dia mais curto e a noite mais longa no hemisfério norte.

## Eventos históricos

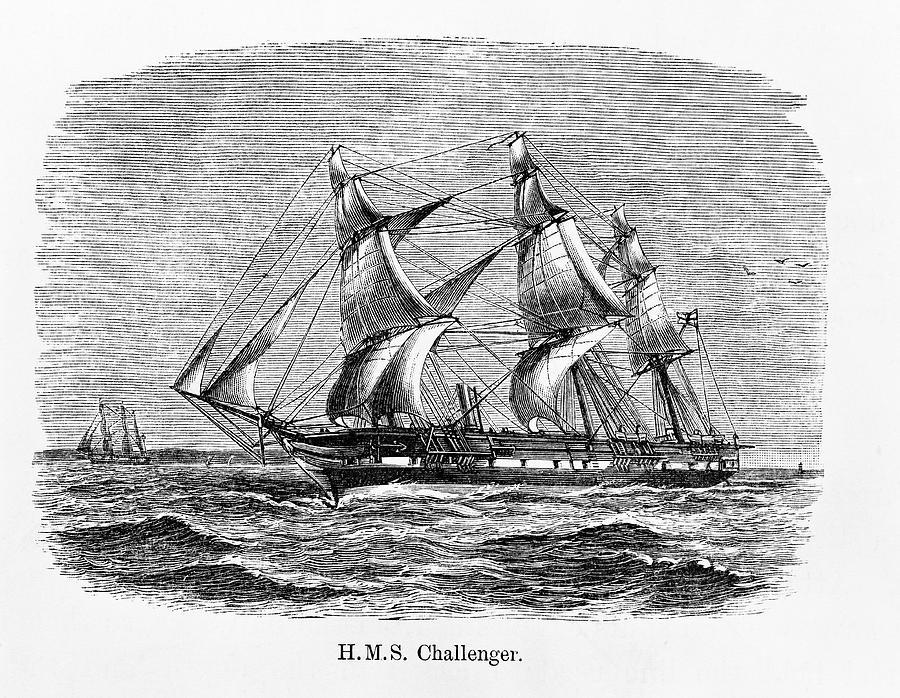
1872: Expedição Challenger

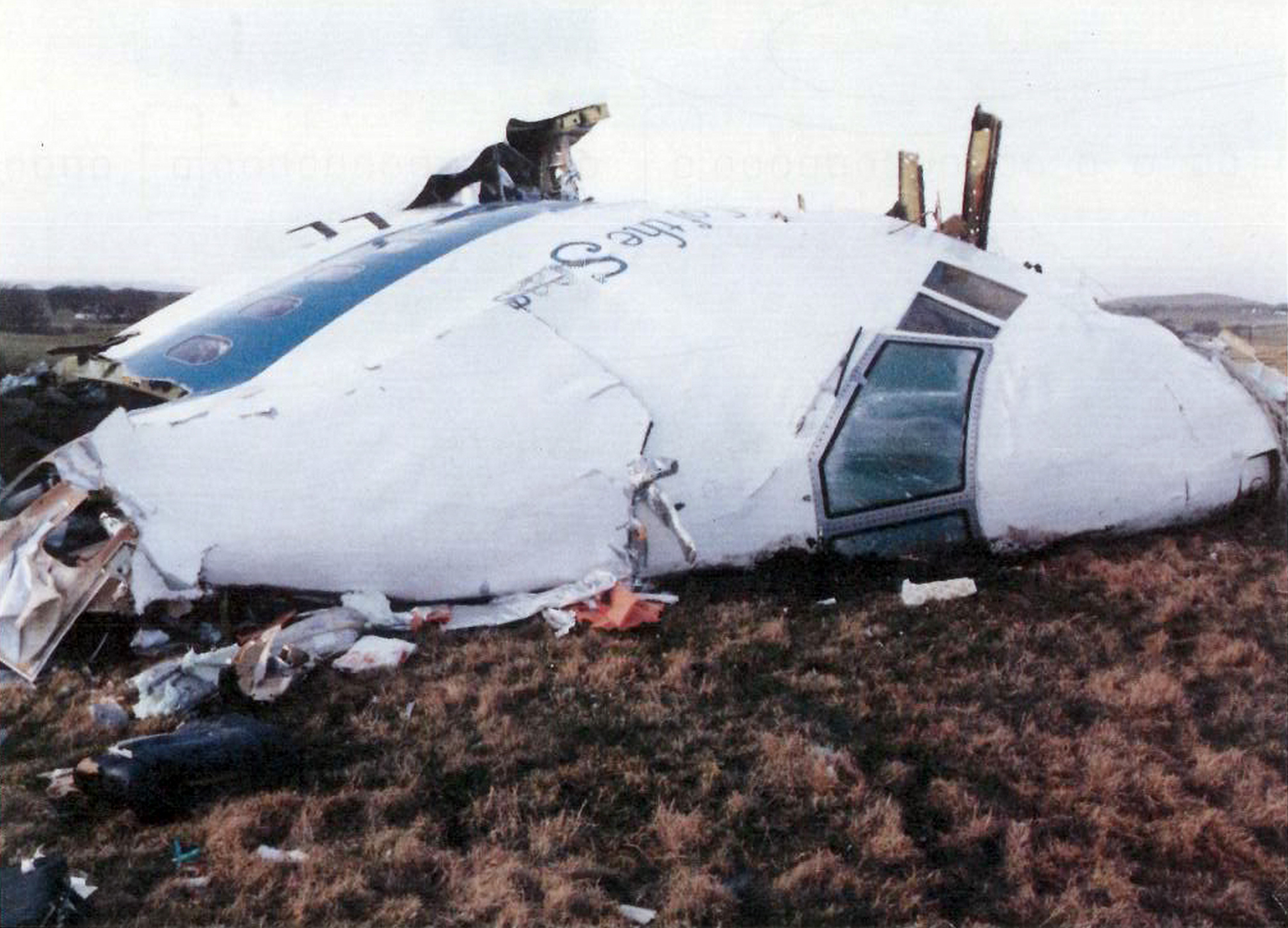
1988: Atentado de Lockerbie

- 0069 — O senado romano declara Vespasiano Imperador de Roma, o último no ano dos quatro imperadores.
- 1124 — O Papa Honório II é consagrado, tendo sido eleito após o controverso destronamento do Papa Celestino II.
- 1140 — Após um cerco de várias semanas, a cidade de Weinsberg e seu castelo rendem-se a Conrado III da Germânia.[1]
- 1237 — A cidade de Riazã é saqueada pelo exército mongol de Batu Cã.
- 1361 — A Batalha de Linuesa é travada no contexto da Reconquista espanhola entre as forças do Emirado de Granada e o exército combinado do Reino de Castela e de Jaén, resultando em uma vitória castelhana.
- 1471 — João de Santarém e Pêro Escobar descobrem as ilhas de São Tomé e Príncipe.
- 1582 — Flandres adota o calendário gregoriano.
- 1598 — Batalha de Curalaba: Os revoltosos mapuches, liderados pelo cacique Pelentaru, infligem uma grande derrota às tropas espanholas no sul do Chile.
- 1607 — Início do vice-reinado peruano de Juan de Mendoza y Luna, marquês de Montesclaros.
- 1620 — Colonização britânica da América: Peregrinos do navio inglês Mayflower desembarcam em Plymouth Rock, na costa atlântica da América do Norte, e estabelecem um assentamento permanente, onde atualmente localiza-se a cidade de Plymouth.
- 1826 — Colonos americanos em Nacogdoches, no Texas mexicano, declaram sua independência, iniciando a Rebelião da Fredônia.
- 1844 — A Sociedade dos Pioneiros de Rochdale inicia seus negócios em sua cooperativa em Rochdale, Inglaterra, iniciando o movimento cooperativo.
- 1872 — Expedição Challenger: o HMS Challenger, comandado pelo capitão George Strong Nares, zarpa de Portsmouth, Inglaterra.
- 1879 — Estreia mundial de Uma Casa de Bonecas de Henrik Ibsen em Copenhague, Dinamarca.
- 1903 — Primeira edição do Prêmio Goncourt de literatura francesa.
- 1904 — Fundação da Federação Internacional de Motociclismo.
- 1907 — O Exército chileno comete um massacre de pelo menos 2 000 mineiros de salitre em greve em Iquique, Chile.
- 1910 — A faixa presidencial brasileira é instituída por decreto pelo Presidente da República Hermes da Fonseca.
- 1917 — Primeira Guerra Mundial: o governo britânico solicitou que uma força naval brasileira de cruzadores leves fosse colocada sob controle da Marinha Real.
- 1923 — Reino Unido e Nepal assinam formalmente um acordo de amizade, chamado de Tratado Nepal-Grã-Bretanha de 1923, que substituiu o Tratado de Sugauli assinado em 1816.
- 1934 — Tenente Kijé, uma das obras mais conhecidas de Sergei Prokofiev, estreou.[2]
- 1936 — Primeiro voo do avião de combate multifuncional Junkers Ju 88.
- 1937 — Branca de Neve e os Sete Anões, o primeiro longa-metragem de animação do mundo, estreia no Carthay Circle Theatre.
- 1945 — República do Equador e Reino do Iraque (atual República do Iraque) são admitidos como Estados-Membros da ONU.
- 1946 — Um terremoto de 8,1 Mw e subsequente tsunami em Nankaidō, Japão, mata mais de 1 300 pessoas e destrói mais de 38 000 casas.[3]
- 1959 — O código Q, como é conhecido o Código Fonético Internacional, é aprovado pela Convenção Internacional de Telecomunicações em Genebra.
- 1963 — "Natal Sangrento" começa em Chipre, resultando no deslocamento de 25 000-30 000 cipriotas turcos e destruição de mais de 100 aldeias.
- 1965 — É adotada a Convenção Internacional sobre a Eliminação de Todas as Formas de Discriminação Racial.
- 1967 — Louis Washkansky, o primeiro homem a passar por um transplante de coração de humano para humano, morre na Cidade do Cabo, África do Sul, tendo vivido 18 dias após o transplante.
- 1968 — Programa Apollo: a Apollo 8 é lançada do Centro Espacial Kennedy, colocando sua tripulação em uma trajetória lunar para a primeira visita a outro corpo celeste por humanos.
- 1970 — Primeiro voo da aeronave de combate multifuncional Grumman F-14.
- 1973 — É aberta a Conferência de Genebra sobre o conflito árabe-israelense.
- 1988
  - Uma bomba explode a bordo do voo Pan Am 103 sobre Lockerbie, Dumfries and Galloway, na Escócia, matando 270 pessoas. Até hoje, o desastre aéreo mais mortal que ocorreu em solo britânico.
  - Primeiro voo do Antonov An-225 Mriya, a maior aeronave do mundo.
- 1991 — Criação da Comunidade dos Estados Independentes.
- 1992 — Um DC-10 neerlandês, voo Martinair MP495, cai no aeroporto de Faro, matando 56 pessoas.
- 1995 — A cidade de Belém passa do controle israelense para o palestino.
- 1999 — A Guarda Civil Espanhola intercepta uma van carregada com 950 kg de explosivos que o ETA pretendia usar para explodir a Torre Picasso em Madri, Espanha.[4]
- 2004 — Guerra do Iraque: um homem-bomba mata 22 pessoas na base operacional avançada próxima ao principal aeródromo militar dos EUA em Mossul, Iraque, o único ataque suicida mais mortal contra soldados norte-americanos.[5]
- 2012 — Final do Calendário Maia com o ciclo de 5125 anos.
- 2015 — Um incêndio de grandes proporções destrói o Museu da Língua Portuguesa, na Estação da Luz, em São Paulo.
- 2020 — Ocorre uma grande conjunção dos planetas Júpiter e Saturno, com os dois planetas separados no céu por 0,1 grau. Esta é a conjunção mais próxima entre os dois planetas desde 1623.[6]
- 2022 — A Tempestade de inverno Elliot causa recordes de baixas temperaturas e deixa mais de 90 mortos na América do Norte.
- 2024 — Em dois dias consecutivos o acidente rodoviário de Teófilo Otoni, o acidente de avião em Gramado e o colapso de uma ponte o entre o Maranhão e o Tocantins que ocorreram em diferentes regiões do Brasil provocam mais de 60 mortes.

## Nascimentos

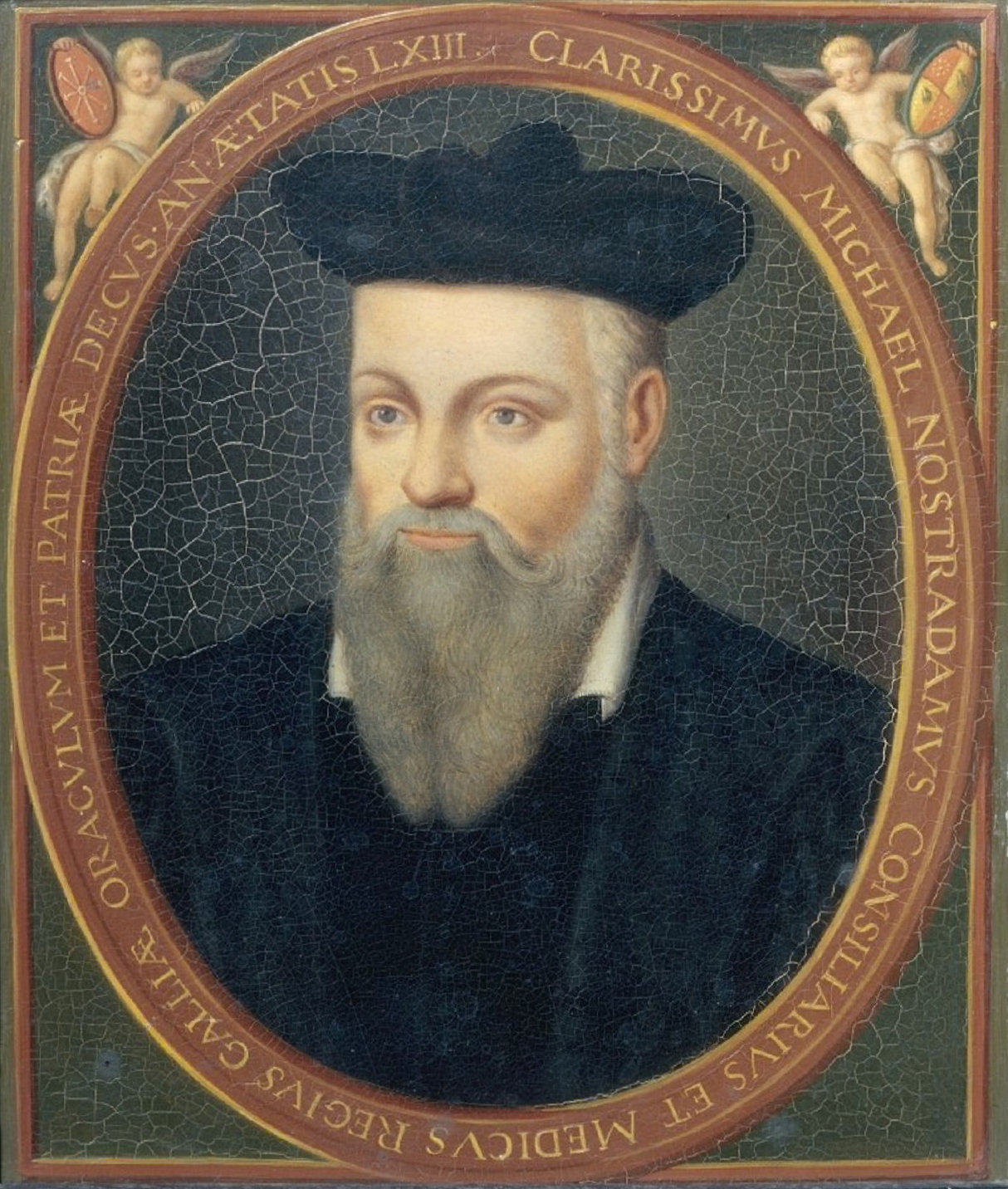
Nostradamus

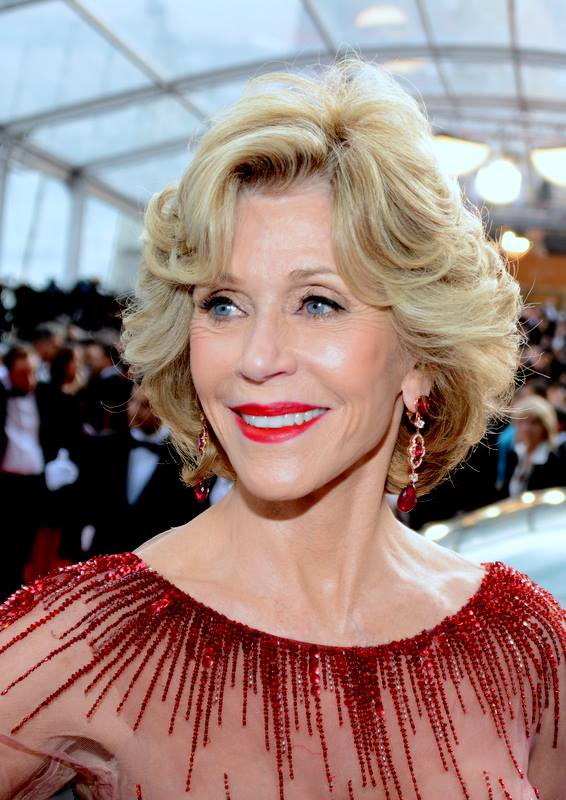
Jane Fonda

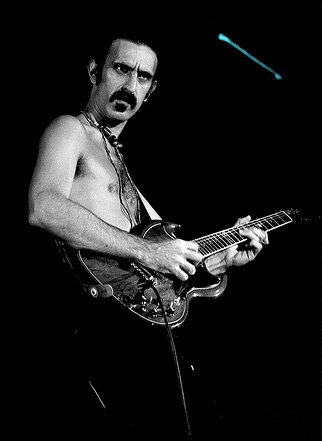
Frank Zappa

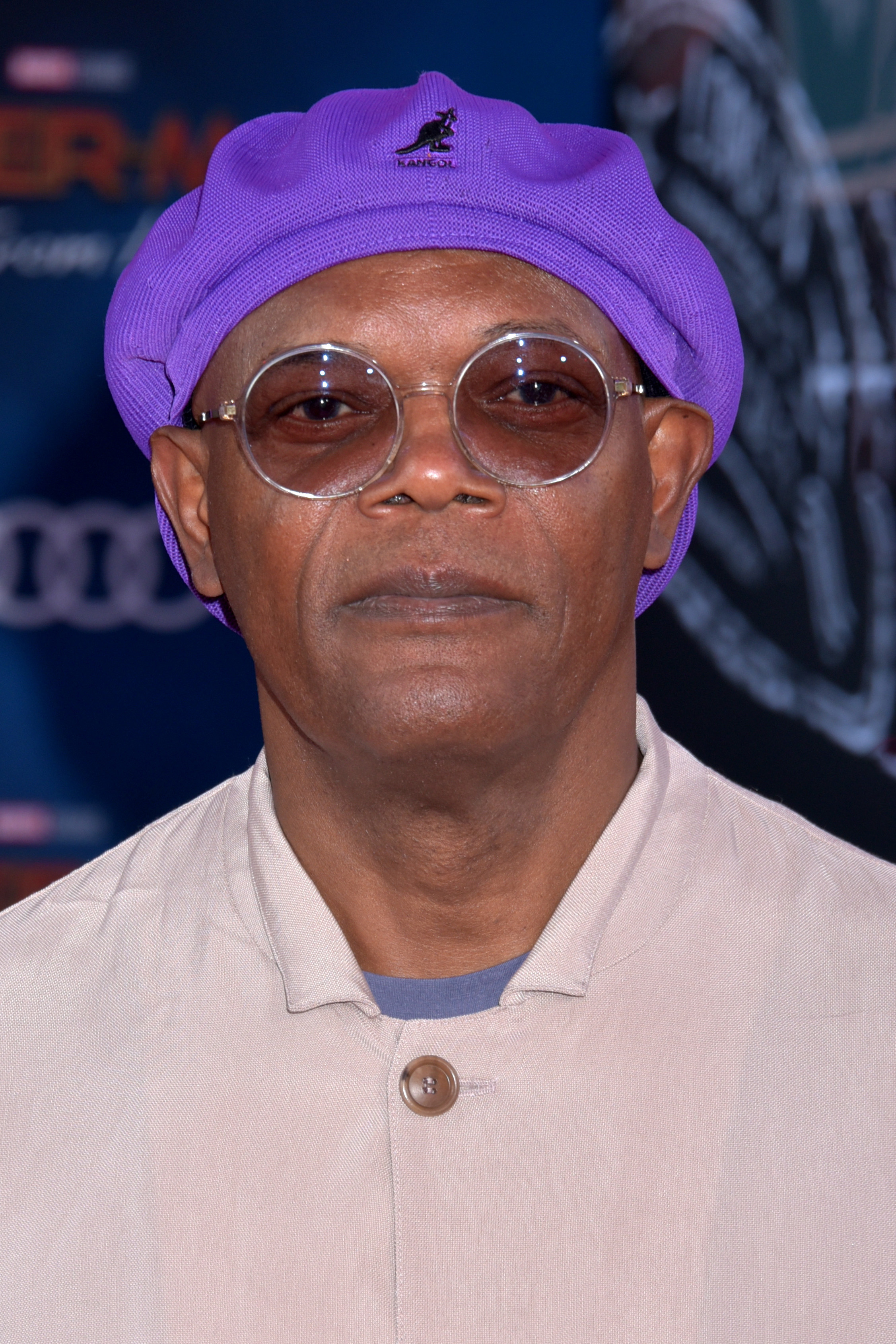
Samuel L. Jackson

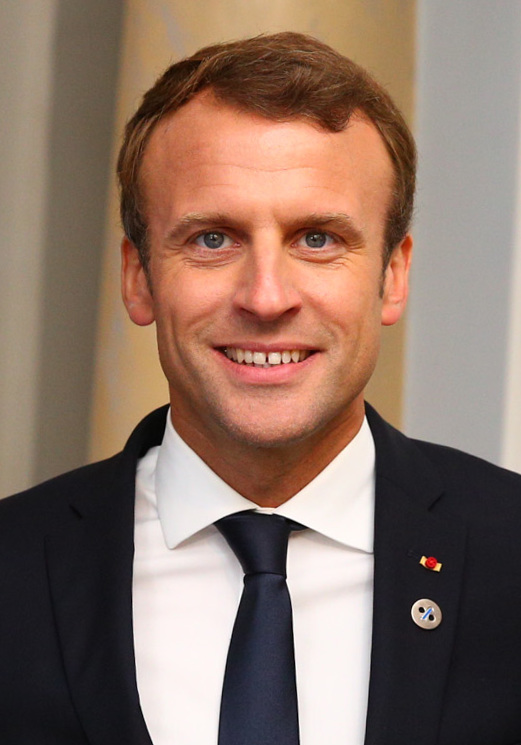
Emmanuel Macron

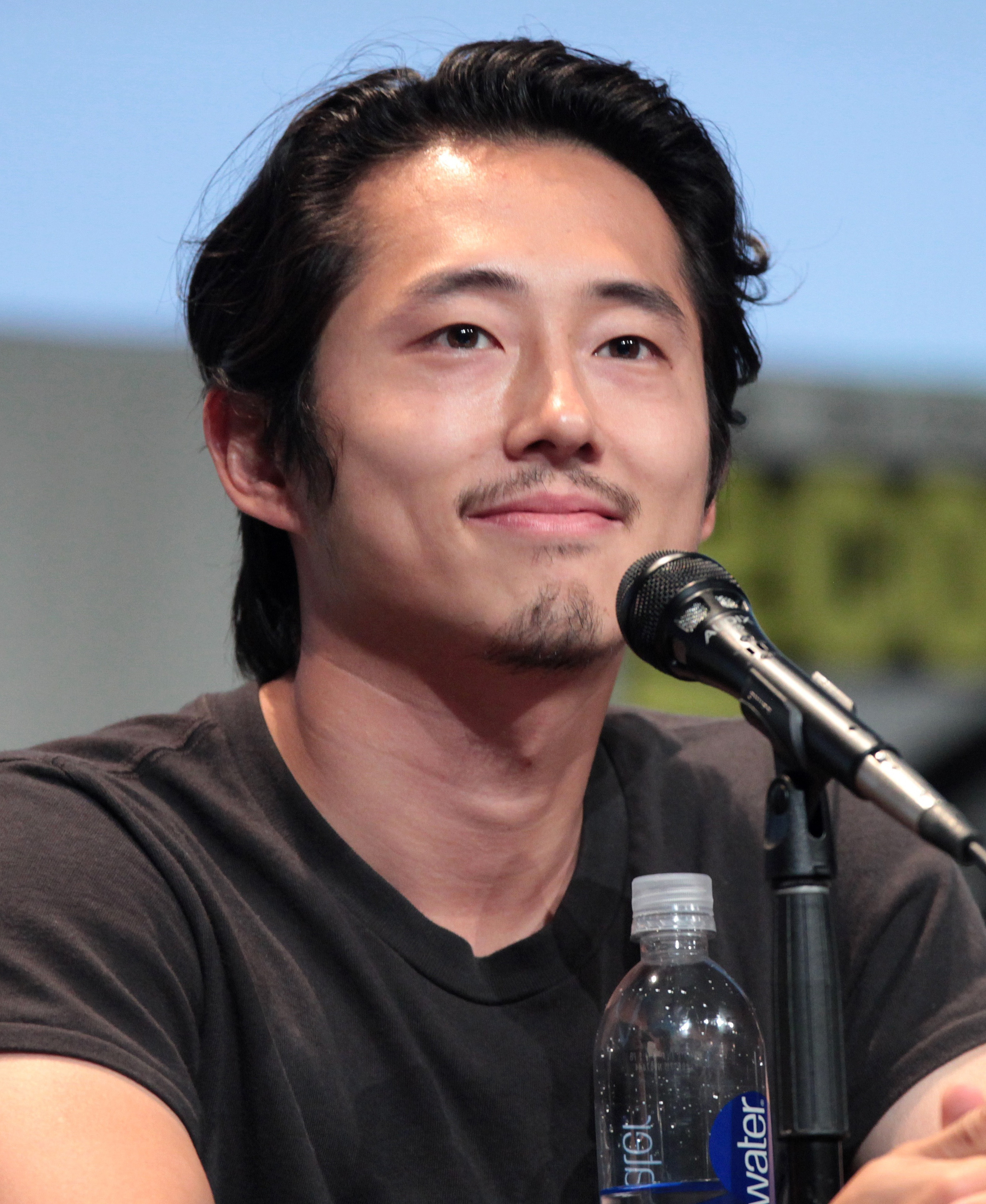
Steven Yeun

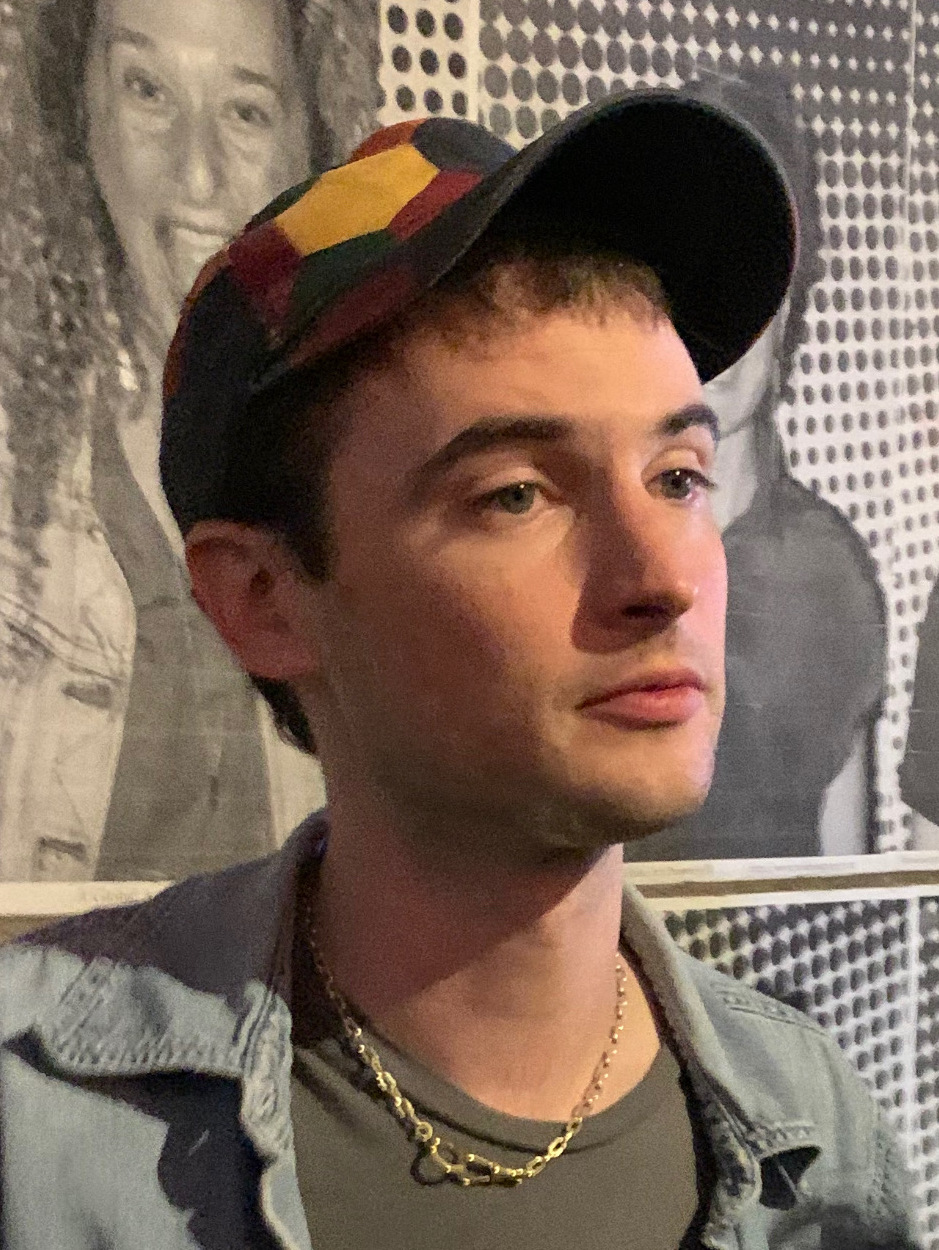
Tom Sturridge

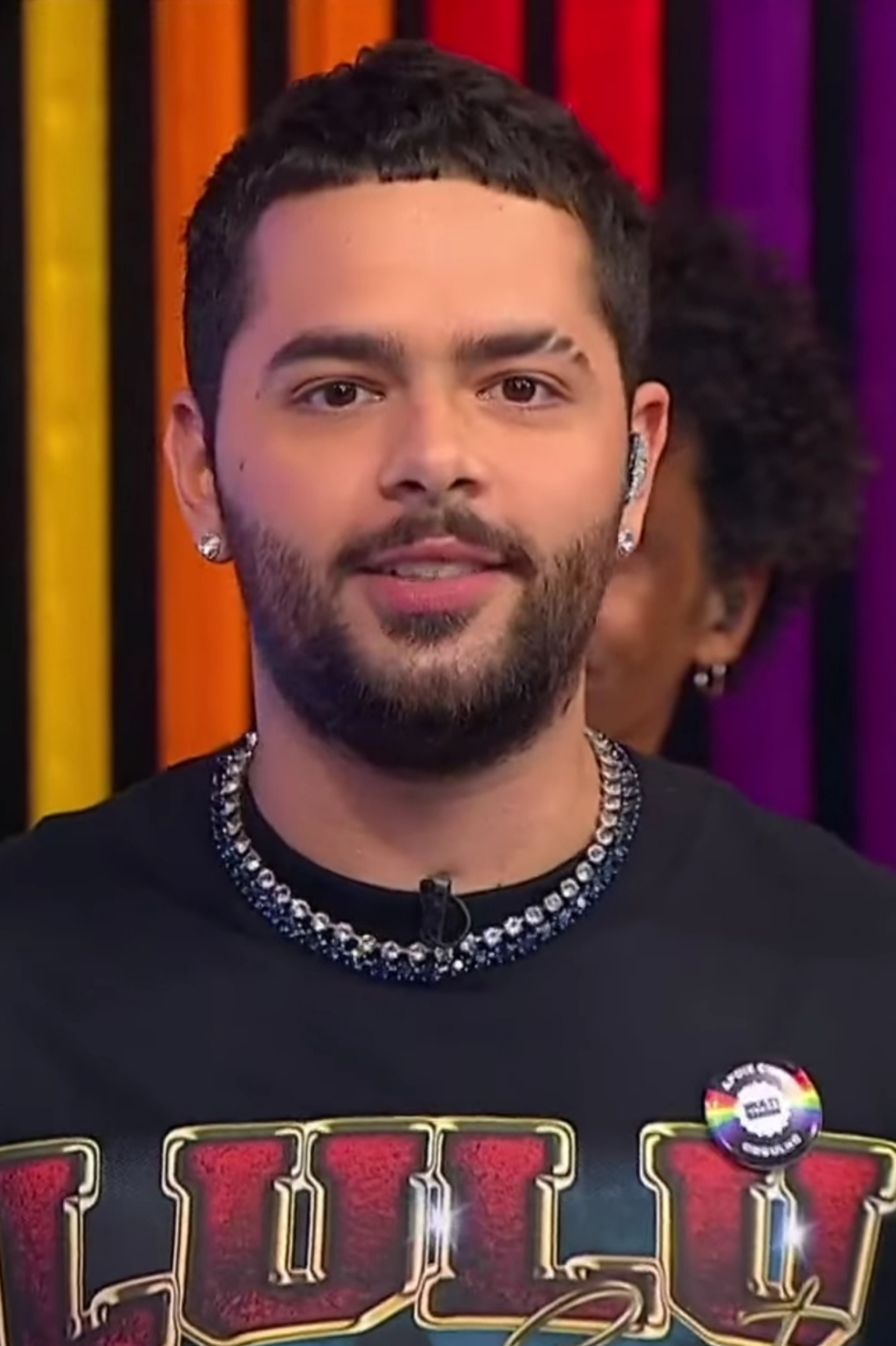
Pedro Sampaio

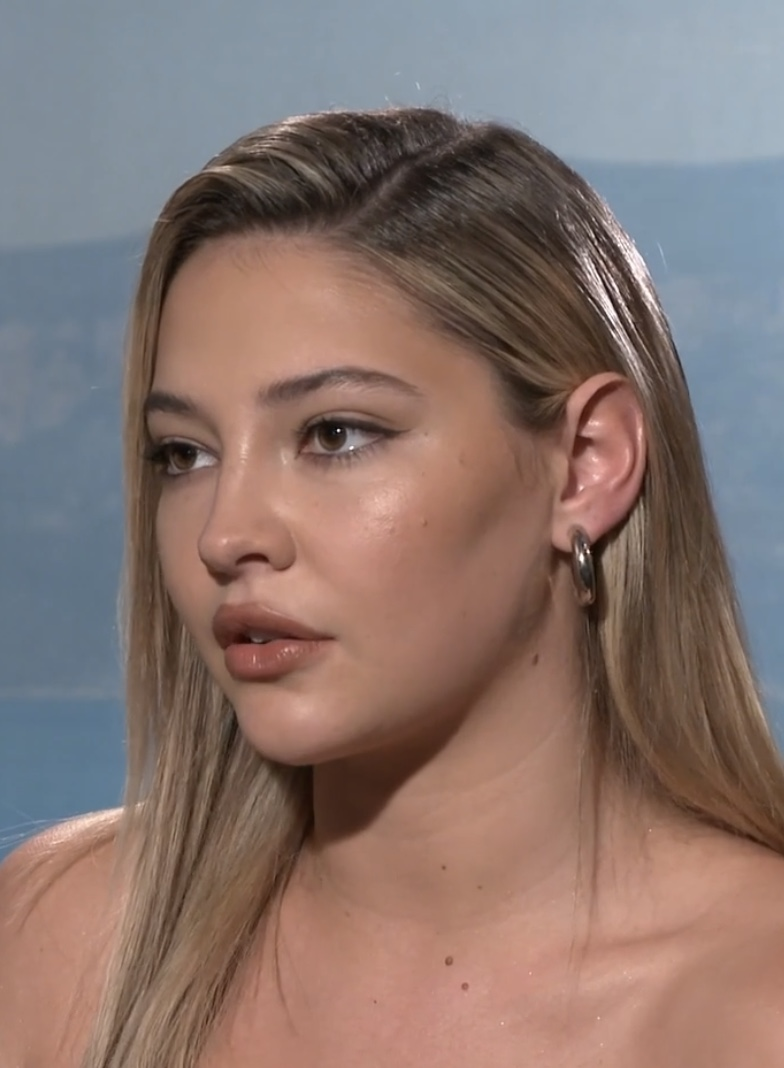
Madelyn Cline

### Anterior ao século XIX
- 0968 — Minamoto no Yorinobu, samurai japonês (m. 1048).
- 1401 — Masaccio, pintor italiano (m. 1428).
- 1118 — Tomás Becket, arcebispo e mártir inglês (m. 1170).
- 1503 — Nostradamus, astrólogo e matemático francês (m. 1566).
- 1542 — Thomas Allen, matemático e astrólogo inglês (m. 1632).
- 1596 — Pedro Moguila, metropolita ortodoxo e santo ruteno (m. 1646).
- 1603 — Roger Williams, teólogo batista inglês (m. 1683).
- 1657 — Catherine Sedley, Condessa de Dorchester, nobre inglesa (m. 1717).
- 1744 — Leopoldina de Saboia-Carignano, princesa italiana (m. 1807).
- 1777 — John Campbell, 7.º Duque de Argyll, nobre escocês (m. 1847).
- 1778 — Anders Sandøe Ørsted, político dinamarquês (m. 1860).
- 1795 — Leopold von Ranke, historiador alemão (m. 1886).

### Século XIX
- 1804 — Benjamin Disraeli, político e escritor britânico (m. 1881).
- 1815 — Thomas Couture, pintor e professor francês (m. 1879).
- 1834 — Adolf von Sonnenthal, ator austríaco (m. 1909).
- 1849 — James Lane Allen, escritor norte-americano (m. 1925).
- 1850 — Zdeněk Fibich, compositor tcheco (m. 1900).
- 1862 — Julia Solly, sufragista britânica (m. 1953).
- 1878 — Jan Lukasiewicz, filósofo e matemático polonês (m. 1956).
- 1889 — Sewall Wright, biólogo norte-americano (m. 1988).
- 1890 — Hermann Muller, geneticista estadunidense (m. 1967).
- 1892
  - Walter Hagen, jogador de golfe norte-americano (m. 1969).
  - Rebecca West, escritora americana (m. 1983).

### Século XX

#### 1901–1950
- 1907 — Norma Geraldy, atriz brasileira (m. 2003).
- 1912 — Mario Zatelli, futebolista francês (m. 2004).
- 1917 — Heinrich Böll, tradutor e escritor alemão (m. 1985).
- 1918
  - Donald Regan, empresário e político norte-americano (m. 2003).
  - Kurt Waldheim, diplomata e político austríaco (m. 2007).
- 1919 — Ivan Blatný, poeta tcheco (m. 1990)
- 1921 — Paul Falk, patinador artístico alemão (m. 2017).
- 1922 — Albano Narciso Pereira, futebolista português (m. 1990)
- 1924 — Altamiro Carrilho, flautista brasileiro (m. 2012).
- 1926 — Joe Paterno, técnico de futebol americano (m. 2012).
- 1928 — Hanna Veres, artista popular ucraniana (m. 2003).
- 1930
  - Rober Eryol, futebolista turco (m. 2000).
  - Kalevi Sorsa, político finlandês (m. 2004).
- 1931
  - Ivan Cândido, ator brasileiro (m. 2016).
  - Wesley Duke Lee, artista plástico brasileiro (m. 2010).
- 1933 — Ali Hasan Nayfeh, engenheiro palestinense (m. 2017).
- 1935
  - Gastone Righi, advogado, empresário e político brasileiro (m. 2019).
  - John G. Avildsen, diretor e editor estadunidense (m. 2017).
  - Lorenzo Bandini, automobilista italiano (m. 1967).
- 1936
  - Joelmir Beting, jornalista brasileiro (m. 2012).
  - Jonas Abib, sacerdote católico brasileiro (m. 2022).
- 1937
  - Elomar, cantor e compositor brasileiro.
  - Jane Fonda, atriz estadunidense.
- 1938 — James Allen da Luz, guerrilheiro brasileiro (m. 1973).
- 1939 — Carlos do Carmo, fadista português (m. 2021).
- 1940 — Frank Zappa, músico estadunidense (m. 1993).
- 1942 — Hu Jintao, político chinês.
- 1944 — Michael Tilson Thomas, maestro norte-americano.
- 1947
  - Ricardo Galvão, físico e engenheiro brasileiro.
  - Paco de Lucía, guitarrista e compositor de flamenco espanhol (m. 2014).
  - Esperidião Amin, político brasileiro.
- 1948 — Samuel L. Jackson, ator estadunidense.
- 1949 — Thomas Sankara, militar burquino (m. 1987).
- 1950 — Jeffrey Katzenberg, produtor de filmes norte-americano.

#### 1951–2000
- 1951 — Fiorella Bonicelli, ex-tenista uruguaia.
- 1952 — Anastasios Gavrilis, velejador grego.
- 1953 — Betty Wright, cantora e compositora norte-americana (m. 2020).
- 1954 — Chris Evert, ex-tenista norte-americana.
- 1955 — Jane Kaczmarek, atriz norte-americana.
- 1956 — Joaquim Leitão, cineasta português.
- 1957 — Ray Romano, comediante norte-americano.
- 1958 — Thomas Enders, gestor industrial alemão.
- 1959 — Florence Griffith-Joyner, atleta norte-americana (m. 1998).
- 1960 — Milan Ivanović, ex-futebolista sérvio.
- 1961 — Jon Ola Sand, executivo de televisão norueguês.
- 1962
  - Antony de Ávila, ex-futebolista colombiano.
  - Cintia Abravanel, diretora de teatro brasileira.
- 1963 — Andreas Voßkuhle, jurista alemão
- 1964 — Paulo Julio Clement, jornalista brasileiro (m. 2016).
- 1965
  - Cem Özdemir, político alemão.
  - Anke Engelke, atriz, comediante, dubladora, cantora e apresentadora alemã.
- 1966 — Kiefer Sutherland, ator britânico.
- 1967 — Mikheil Saakashvili, político georgiano.
- 1968 — Lumi Cavazos, atriz mexicana.
- 1969 — Julie Delpy, atriz francesa.
- 1970 — Ahmed Bahja, ex-futebolista marroquino.
- 1971 — Margarita Drobiazko, ex-patinadora artística lituana.
- 1972 — Marcelo Apovian, atleta olímpico.
- 1973 — Matías Almeyda, ex-futebolista argentino.
- 1974
  - Erika Ender, cantora e compositora panamenha.
  - Karrie Webb, golfista australiana.
- 1975 — Charles Michel, político belga.
- 1976 — Mirela Maniani, ex-atleta grega.
- 1977 — Emmanuel Macron, político francês.
- 1978 — Shaun Morgan, músico sul-africano.
- 1979 — Tuva Novotny, atriz e cantora sueca.
- 1980 — Ricardo Mello, ex-tenista brasileiro.
- 1981 — Cristian Zaccardo, futebolista italiano.
- 1982
  - Tom Payne, ator britânico.
  - Iljo Keisse, ciclista bélgico.
- 1983
  - Steven Yeun, ator, dublador e cantor sul-coreano.
  - Luis Ernesto Franco, ator e modelo mexicano.
  - Karishma Tanna, atriz, modelo e apresentadora de filmes indianos.
- 1984 — Mahira Khan, atriz paquistanesa.
- 1985 — Tom Sturridge, ator britânico.
- 1986 — João Benta, ciclista português.
- 1987 — Rachel Shenton, atriz e roteirista britânica.
- 1988 — Yasmin, cantora britânica.
- 1989
  - Quinta Brunson, escritora, produtora, atriz e comediante americana.
  - Tamannaah Bhatia, atriz indiana.
  - Cheikhou Kouyaté, futebolista senegalês.
  - Ruth Buscombe, engenheira britânica.
- 1992 — Isabelle Nogueira, dançarina brasileira.
- 1993 — Natália Lara, jornalista e narradora esportiva brasileira.
- 1994 — Ana Hikari, atriz brasileira.
- 1995 — Bobby, rapper e compositor sul-coreano.
- 1996
  - Kaitlyn Dever, atriz norte-americana.
  - Stephen Eustáquio, futebolista canadense.
- 1997
  - Pedro Sampaio, DJ e cantor brasileiro.
  - Madelyn Cline, atriz norte-americana.
- 1999 — Viktoriya Shkoda, futebolista russa.
- 2000 — Maitê Padilha, atriz e cantora brasileira.

### Século XXI
- 2001 — Alonso López, motociclista espanhol.
- 2002 — Clara Tauson, tenista dinamarquesa.
- 2004 — Ângelo Gabriel, futebolista brasileiro.
- 2006 — Nikola Tsolov, automobilista búlgaro..

## Mortes

### Anterior ao século XIX
- 0882 — Incmaro de Reims, arcebispo de Reims (n. 806).
- 1375 — Giovanni Boccaccio, escritor e humanista italiano (n. 1313).
- 1460 — Domingos da Prússia, monge cartuxo prussiano (n. 1384).
- 1549 — Margarida de Angoulême, rainha de Navarra (n. 1492).
- 1552 — Heliodoro de Paiva, compositor português (n. c. 1502).
- 1597 — Pedro Canísio, santo jesuíta, doutor da Igreja, holandês (n. 1521).
- 1743 — Francisco Xavier de Meneses, escritor português (n. 1673).

### Século XIX
- 1805 — Bocage, poeta português (n. 1765).
- 1807 — John Newton clérigo e compositor britânico (n. 1725).

### Século XX
- 1933
  - Knud Rasmussen, explorador dinamarquês (n. 1879).
  - Padre Himalaia, cientista e inventor português (n. 1868).
- 1935 — Kurt Tucholsky, jornalista e escritor alemão (n. 1890).
- 1937 — Frank Kellogg, político estadunidense (n. 1856).
- 1940 — F. Scott Fitzgerald, escritor estadunidense (n. 1896).
- 1945 — George S. Patton, general norte-americano (n. 1885).
- 1958 — Lion Feuchtwanger, dramaturgo e escritor alemão (n. 1884).
- 1964 — Carl van Vechten, escritor e fotógrafo norte-americano (n. 1880).
- 1980 — Nelson Rodrigues, dramaturgo e escritor brasileiro (n. 1912).
- 1983 — Rod Cameron, ator canadense (n. 1910).
- 1988 — Nikolaas Tinbergen, etologista neerlandês (n. 1907).
- 1990 — Magda Julin, patinadora artística sueca (n. 1894).
- 1992
  - Albert King, guitarrista e cantor estadunidense (n. 1923).
  - Nathan Milstein, violinista ucraniano (n. 1903).
  - Stella Adler, atriz estadunidense (n. 1901).
- 1996 — Alfred Tonello, ciclista olímpico francês (n. 1929).
- 1997 — Johnny Coles, trompetista de jazz americano (n. 1926).
- 1998 — Béla Szőkefalvi-Nagy, matemático húngaro (n. 1913).

### Século XXI
- 2004 — Juan Barjola, pintor espanhol (n. 1919).
- 2006
  - Rogério Oliveira da Costa, futebolista brasileiro (n. 1976).
  - Saparmyrat Nyýazow, político turquemeno (n. 1940).
- 2007 — Norton Nascimento, ator brasileiro (n. 1962).
- 2009
  - Ann Nixon Cooper, ativista estadunidense (n. 1902).
  - Edwin Krebs, bioquímico estadunidense (n. 1918).
  - Jaime Agudelo, comediante e ator colombiano (n. 1925).
  - Marianne Stone, atriz britânica (n. 1922).
- 2010
  - Enzo Bearzot, futebolista e treinador italiano (n. 1927).
  - Hércules Barsotti, artista plástico brasileiro (n. 1914).
- 2011 — John Chamberlain, escultor estadunidense (n. 1927).
- 2012 — Lee Dorman, baixista norte-americano (n. 1942).
- 2013 — John Sheldon Doud Eisenhower, diplomata e historiador norte-americano (n. 1922).
- 2014 — Anatole Beck, matemático estadunidense (n. 1930).
- 2015 — Júpiter Maçã, músico e compositor brasileiro (n. 1968).
- 2016 — Rubem Franca, médico escritor brasileiro (n. 1923).
- 2022 — Pedro Paulo Rangel, ator brasileiro (n. 1948).

## Feriados e eventos cíclicos

### Internacional
- Dia do Atleta
- Solstício de dezembro, na maioria dos anos: verão no hemisfério sul e inverno no hemisfério norte
- Dia de São Tomé, uma festa importante em algumas cidades do País Basco espanhol como São Sebastião, Bilbau, Mondragón e Azpeitia

### Cristianismo
- Domingos da Prússia
- Miqueias
- Pedro Canísio

## Outros calendários
- No calendário romano era o 12.º dia (XII) antes das calendas de janeiro.
- No calendário litúrgico tem a letra dominical E para o dia da semana.
- No calendário gregoriano a epacta do dia é *.